# Hosur, Channarayapatna
Hosur là một làng thuộc tehsil Channarayapatna, huyện Hassan, bang Karnataka, Ấn Độ.